# Кастењеро
Кастењеро је насеље у Италији у округу Виченца, региону Венето.
Према процени из 2011. у насељу је живело 742 становника. Насеље се налази на надморској висини од 28 м.

## Становништво
| 1951. | 1961. | 1971. | 1981. | 1991. | 2001. | 2011. |
| ----- | ----- | ----- | ----- | ----- | ----- | ----- |
| 2.304 | 1.924 | 1.826 | 2.053 | 2.169 | 2.492 | 2.857 |